# Ocupação de Bocas del Toro de 1836
A ocupação de Bocas del Toro, conhecida na historiografia costarriquenha como a «usurpação colombiana», foi a disputa fronteiriça entre a República Federal da América Central e a República de Nova Granada pela região de Bocas del Toro, no noroeste da atual República do Panamá em 1836. O evento terminou com a posse formal da área por Nova Granada, embora tenha permanecido uma questão fronteiriça para Costa Rica e Colômbia, e depois para o Panamá nas décadas seguintes.

## Antecedentes
A região de Bocas del Toro era considerada desde os tempos coloniais como parte da Costa do Mosquito, que se estendia desde a Ilha Escudo de Veraguas até o Cabo Gracias a Dios, e foi finalmente incluída na Capitania Geral da Guatemala, dependente do Vice-Reino da Nova Espanha, embora pela Real Cédula de 1803 sua jurisdição tenha sido transferida para o Vice-Reino de Nova Granada. Com o processo independentista nas colônias hispano-americanas, a Grã-Colômbia assumiu a tutela nominal do território, porém a República Federal da América Central e sobretudo o Estado da Costa Rica, reivindicaram as terras a oeste do Escudo Veraguas como parte da referida nação e não como parte da Grã-Colômbia.
O status quo foi mantido após a independência do Panamá da Espanha em 1821 e a subsequente dissolução da Grã-Colômbia em 1830, na qual o istmo do Panamá permaneceu sob o controle da República de Nova Granada. Naquela época, a Costa do Mosquito havia finalmente se tornado um protetorado do Reino Unido sob o nome de Nação Misquita e tanto Nova Granada quanto a América Central não exerciam o poder de jure.

## Ocupação centro-americana
Em 30 de maio de 1836, temendo a crescente influência inglesa, a América Central proclamou por decreto sua autoridade sobre a zona meridional da Costa dos Mosquitos, na ilha de Bocas del Toro. Para isso, Juan Galindo, um explorador centro-americano que tentou em vão impedir a expansão inglesa em Belize, foi chamado para organizar uma expedição à área que naquela época era habitada apenas por entre 600 e 700 jamaicanos súditos à Coroa Inglesa.
Ao chegar à região, Galindo ocupou o local como "distrito de Morazán" do estado da Costa Rica e nomeou seu pai Filemón como chefe político do distrito.

## Ocupação de Nova Granada
Nova Granada, ao inteirar-se da ocupação centro-americana no que considerava parte de seu território, enviou a Bocas del Toro uma pequena mas bem armada força expedicionária de dois navios e um destacamento de tropas liderado pelo espanhol Ildelfonso de Paredes no final de 1836. As forças de Nova Granada chegaram à ilha de Bocas del Toro em 18 de dezembro de 1836; Paredes encontrou-se com Filemón Galindo e exigiu deste os documentos que afirmavam que ele era autoridade centro-americana, mas como não tinha provas, obrigou Galindo a retirar-se da ilha pela escuna inglesa Constanza, que estava no porto, sem maiores consequências.
Posteriormente, em 21 de janeiro de 1837, Paredes notificou o Secretário-Geral do Estado da Costa Rica sobre o ocorrido e pediu explicações, pois, segundo ele, Galindo ameaçou as forças de Nova Granada em nome do governo da América Central. Nova Granada politicamente reforçou Bocas del Toro através do decreto de 26 de maio de 1837, criando o cantão de Bocas del Toro na província de Veragua em Nova Granada. Mais tarde em 1843, Nova Granada criou o Território de Bocas del Toro, como forma de reafirmar a soberania e impedir o avanço misquito e centro-americano, já que até então Nova Granada encontrava-se impossibilitada de exercer o poder em grande parte da Costa dos Mosquitos.
O Estado da Costa Rica pediu então ajuda aos demais estados centro-americanos para recuperar Bocas del Toro, mas a resposta foi nula devido à instabilidade política, e acabou se tornando uma das razões para a separação da Costa Rica da federação centro-americana em 1838. O acontecimento teve pouca repercussão a nível centro-americano, embora para a Costa Rica tenha sido considerado uma "usurpação" ou "invasão" de Nova Granada, que naquela época era considerada como um país poderoso e que a federação centro-americana não poderia enfrentar.

## Resultado
Após a independência do Estado Livre do Istmo da Nova Granada em 1840, a Costa Rica negociou com o novo país através de um tratado no qual reconhecia a independência do istmo em troca de reservar o direito de reivindicar a região de Bocas del Toro e estabelecer a linha divisória entre os dois países no Escudo Veraguas; mas após a reincorporação do istmo a Nova Granada em 1842, a transferência nunca pôde consolidar-se. A Costa Rica continuou a reivindicar a propriedade de Bocas del Toro, e novamente conseguiu ocupá-la brevemente por alguns dias durante a Guerra de Coto de 1921, até a definição da fronteira com o Panamá, através do Tratado Arias-Calderón Guardia em 1941.